# Tsukúrine
Tsukúrine (en ucraniano: Цукурине, romanizado: Tsukúryne; en ruso: Цукурино, romanizado: Tsukúrino) es un asentamiento de tipo urbano ucraniano perteneciente al óblast de Donetsk. Situado en el este del país, es parte del raión de Pokrovsk y del municipio (hromada) de Selídove.

## Geografía
Tsukúrine está 7 km al sur de Selídove y 41 km al oeste de Donetsk.

## Historia
El pueblo de Tsukúrine fue creado como un asentamiento de la estación de ferrocarril y en 1956 recibió el estatus de asentamiento de tipo urbano. 

## Demografía
La evolución de la población de Tsukúrine entre 2001 y 2022 fue la siguiente:
| 2418                                                          | 2003 | 1989 | 1950 | 1826 | 1745 |
| (Fuente: Cities & Towns of Ukraine y UKRAINE: Größere Städte) |      |      |      |      |      |

Según el censo de 2001, la lengua materna de la mayoría de los habitantes, el 65,63%, es el ruso; del 33,58% es el ucraniano.

## Economía
En Tsukúrine se lleva a cabo minería para la extracción de carbón.

## Infraestructura

### Transporte
Tsukúrine se encuentra en la línea ferroviaria Kurájove-Pokrovsk y tiene una estación de trenes. 